# Tricorynus estriatus
Tricorynus estriatus är en skalbaggsart som först beskrevs av Horn 1894.  Tricorynus estriatus ingår i släktet Tricorynus och familjen trägnagare. Inga underarter finns listade i Catalogue of Life.